# Дарон Аджемоглу
Камѐр Даро̀н Аджемоглу̀ (на турски: Kamer Daron Acemoğlu) е турско-американски икономист.
Роден е на 3 септември 1967 година в Истанбул в арменско семейство на юрист и учителка. През 1986 година завършва Галатасарайския лицей, през 1989 година получава бакалавърска степен по икономика от Йоркския университет в Англия, а през 1992 година защитава докторат в Лондонското училище по икономика. Преподава там за кратко, а от 1993 година е в Масачузетския технологичен институт. Последовател на Новата институционална икономика, през следващите години той се утвърждава като един от най-популярните американски икономисти. Женен е за информатичката Асуман Йоздаглар.
През 2024 година Дарон Аджемоглу – заедно с близките до него икономисти Джеймс Робинсън и Саймън Джонсън – получава Нобелова награда „за изследвания на начина на образуване на институциите и влиянието им върху просперитета“.